# Gasoducto Norperuano
El gasoducto Nor Peruano es un proyecto que planea construir un gaseoducto en el norte y centro del Perú. En el cual transportará gas natural desde Las Malvinas (Echarate), Quillabamba en el Cusco pasa por el valle del Mantaro hasta la costa en Talara, Piura al noroeste.
El gasoducto comienzará en Las Malvinas, en el sureste del Perú. Siguiendo por el valle del Mantaro. Desde el Mantaro luego se dirigirá a Talara.

## Historia
Estudios preliminares realizadas en la década del 2000 determinó la demanda de gas en el norte del Perú.
Desde 2014 se encuentra en fase de perfil técnico y económico básico del proyecto financiada por el Banco Mundial.
La construcción y operación será licitada en el primer trimestre de 2015.